# Deering (Nuevo Hampshire)
Deering es un pueblo ubicado en el condado de Hillsborough en el estado estadounidense de Nuevo Hampshire. En el Censo de 2010 tenía una población de 1.912 habitantes y una densidad poblacional de 23,48 personas por km².

## Geografía
Deering se encuentra ubicado en las coordenadas 43°4′50″N 71°51′26″O / 43.08056, -71.85722. Según la Oficina del Censo de los Estados Unidos, Deering tiene una superficie total de 81.43 km², de la cual 79.77 km² corresponden a tierra firme y (2.04%) 1.66 km² es agua.

## Demografía
Según el censo de 2010, había 1.912 personas residiendo en Deering. La densidad de población era de 23,48 hab./km². De los 1.912 habitantes, Deering estaba compuesto por el 97.02% blancos, el 0.26% eran afroamericanos, el 0.21% eran amerindios, el 0.94% eran asiáticos, el 0% eran isleños del Pacífico, el 0.05% eran de otras razas y el 1.52% pertenecían a dos o más razas. Del total de la población el 1.31% eran hispanos o latinos de cualquier raza.